# Нард
Нард (лат. Nardostachys jatamansi) — высокогорное многолетнее травянистое растение подсемейства валериановых (Valerianoideae), а также ароматное эфирное масло, получаемое из него (nard). Нард также известен как: нард индийский, джатаманси, мускусный корень, балчар, нард древних, сумбул ароматный Авиценны. Из нарда готовилось известное из Библии нардовое миро.
Растёт в Гималаях (на высотах 3500—5500 м), Китае, Индии и Непале. Растение от 15 до 60 см высотой с белыми и лиловыми цветами. Из его мясистых корней и нижней части стебля дистилляцией получают эфирное масло от синевато-зелёного до янтарно-красного цвета, которое применялось как благовоние в парфюмерии и медицине. К настоящему времени популяция нарда сократилась более чем на 80 % и данное растение находится на грани полного исчезновения.

## Таксономия
Nardostachys DC., 1830, Prodr. 4: 624.
Известен единственный общепризнанный вид
Nardostaсhys jatamansii (D.Don) DC. — Нард индийский

### Синонимы
- Fedia grandiflora Wall. ex DC. nom. inval.
- Fedia jatamansi Wall. ex DC. nom. inval.
- Nardostachys chinensis Batalin
- Nardostachys grandiflora DC.
- Patrinia jatamansi D.Donbasionym
- Valeriana jatamansi D.Don nom. illeg.

## Эфирное масло нарда

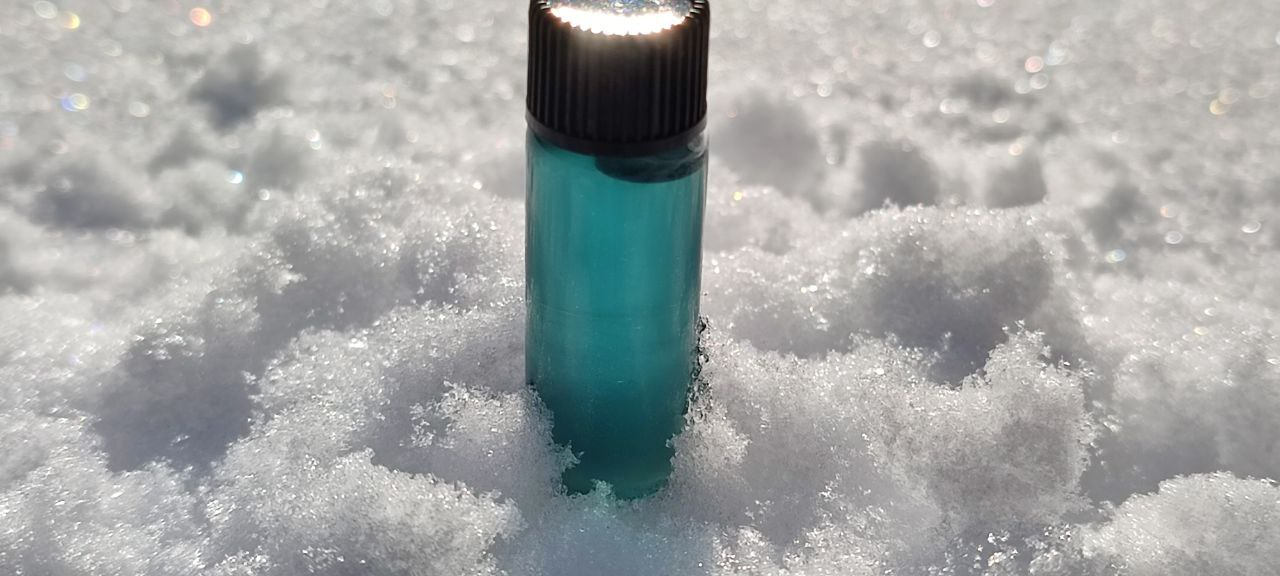
Натуральное эфирное масло из корней нарда (Nardostachys jatamansi) бирюзового цвета, дистиллированное в январе 2023 года в Непале

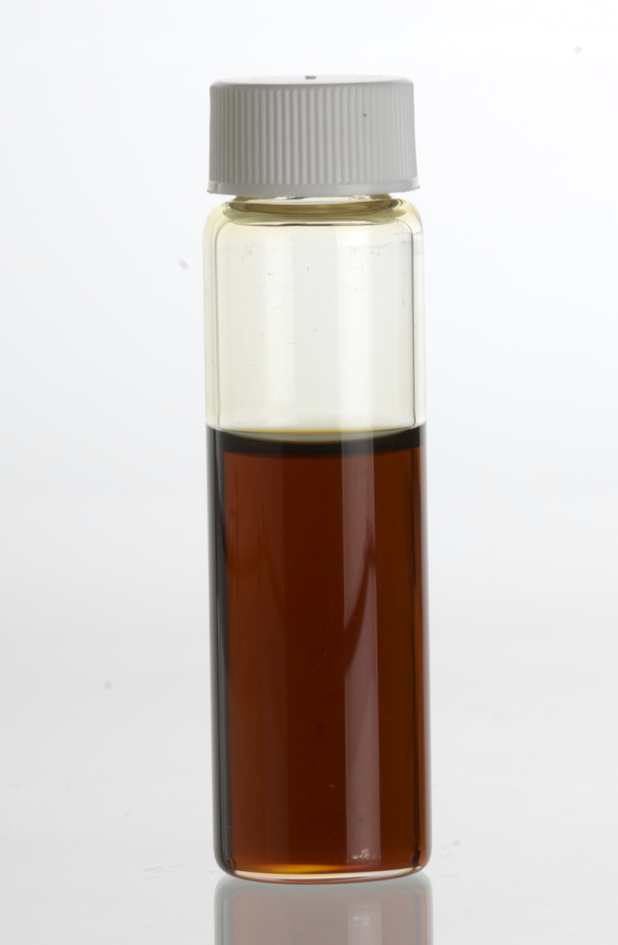
Эфирное масло нарда (Nardostachys jatamansi) красного оттенка

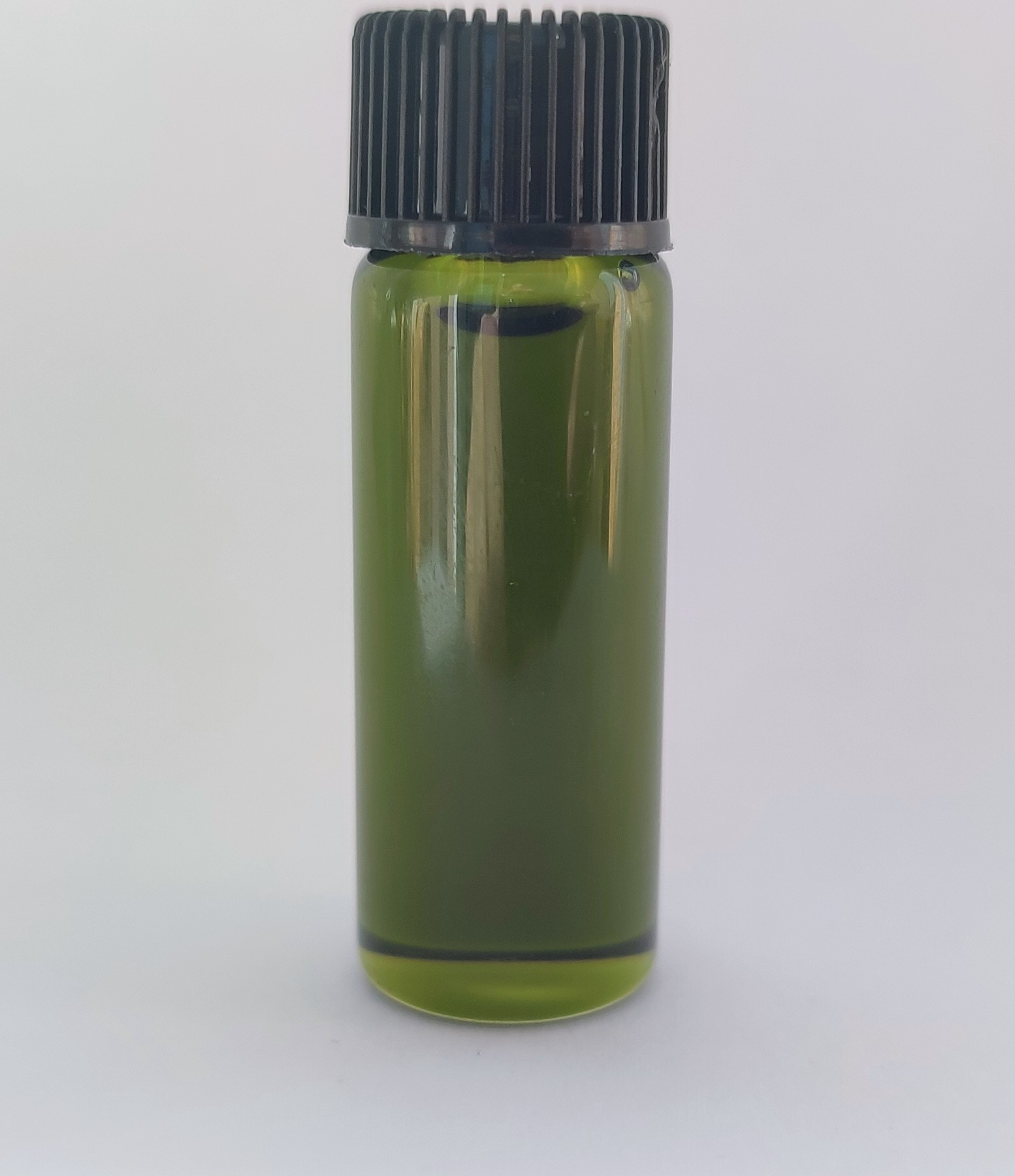
Эфирное масло Нарда (Nardostachys jatamansi) зеленого цвета из Непала

В зависимости от места произрастания, времени года и условий дистилляции из корня нарда получают эфирное масло нарда синевато-зелёного (бирюзового), зелёного, желто-зелёного, жёлтого и янтарно-красного оттенка. Чем выше температура при дистилляции, тем больше получается масла и тем его цвет темнее и ближе к красному, поэтому зелёное и сине-зелёное масло нарда ценится выше красного. Аромат масла нарда тёплый, сладковатый и глубокий, с мускусными, травянистыми, землистыми, валериановыми лекарственными нотами. Эфирное масло нарда имеет очень сложный биохимический состав и содержит главным образом каларен (бета-гурьюнен), джатамансон (валеранон), спироджатамол, валерана-4,7(11)-диен, нардол А, 1(10)-аристолен-9β-ол, валераналь, cis-валериановую кислоту, сейшелен, каротол, пачулол, пачулен, селинен, виридифлорол и многие другие компоненты.

## Применение и свойства нарда
Нард традиционно используется для лечения бессонницы и расстройств сна, депрессии, нервных расстройств, в качестве тонизирующего, жаропонижающего, спазмолитического и антисептического средства. В Китае нард используется в качестве желудочного и седативного средства. В Непале нард традиционно используется для лечения эпилепсии, истерии, судорог, учащённого сердцебиения, кишечных колик, при аритмии и является важным компонентом аюрведических препаратов. Это исторически важное травянистое растение упоминается в Библии, Коране, Аюрведе и Сушрута-самхите. Фармакологически нард проявляет антиоксидантную и гепатопротекторную активность, снижает уровень глюкозы и холестерина в крови, проявляет кардиотоническое, респираторное действие и применяется при выпадении волос, поскольку является сильным стимулятором роста волос. В экспериментальных исследованиях нард защищал нейроны мозга от повреждения, улучшал когнитивные функции мозга, способствовал обучению, уменьшал выраженность амнезии и деменции, улучшал память, снижал агрессивность, беспокойство и бессонницу.

## История использования
Нард был знаком древним израильтянам ещё со времён Соломона (Песн. 1:11, Песн. 4:13-14). В приведённых местах Библии нард упоминается вместе с шафраном, аиром и корицей. Из-за удалённости основного поставщика, Индии, он был очень дорогим (Мк. 14:5). Нард в смеси с другими веществами привозился в том числе из Малой Азии в алебастровых сосудах в виде нардовой воды, масла или мази (Мф. 26:7). Чистая нардовая мазь была наиболее дорогой. Небольшой сосуд с такою мазью стоил более 300 динариев и помазание им Иисуса Христа вызвало ропот людей (Ин. 12:3,5, Мк. 14:3,5). Лучшая нардовая мазь выделывалась в Тарсе.
Учёный, философ и врач Авиценна описал лечебные свойства нарда (сумбула) ещё в X веке в его самой известной книге «Канон врачебной науки», где сообщается в частности, что нард укрепляет мозг, рассасывает опухоли, способствует росту ресниц, помогает от перебоев сердца и очищает грудь, открывает закупорки в печени, желудке, почках и укрепляет эти органы, нард с вином полезен для селезёнки. Кроме того, в книге приведено множество рецептов лечебных микстур на основе нарда .
Подробное описание нарда и его лечебные свойства приведены в трактате "О лекарственных веществах" древнеримского врача Диоскорида .
В Атхарваведе сообщается, что нард — это растение, которое приносит удачу для всех.